# Риберто, Освалдо
Освалдо Риберто (порт.-браз. Oswaldo/Osvaldo Riberto; 30 августа 1933, Брауна, по другим данным Пенаполис — 23 июня 1993, Сан-Паулу) — бразильский футболист, левый защитник.

## Карьера
Освалдо Риберто родился в городе Пенаполис. Его детство и юность прошли в другом городе региона — Порту-Фелис. Он начал свою карьеру в клубе Ипиранга в 1947 году. С 1952 году Освалдо стал играть за основной состав команды. Первоначально Риберто играл в центре полузащиты, но затем был переведён на левый фланг обороны, где и провёл оставшуюся карьеру. В конце 1954 года футболист перешёл в клуб «Понте-Прета», где играл чуть больше года. В начале 1956 года он возвратился в «Ипирангу». 6 мая того же года Освалдо провёл последний матч за клуб, в котором его команда проиграла «Коринтиансу» со счётом 3:5.
В 1956 году Риберто перешёл в стан «Сан-Паулу». Он дебютировал в составе команды 17 июня в матче с «Интернасьоналом» из Бебедору. С уходом из клуба Алфредо Освалдо стал игроком стартового состава команды. В 1957 году футболист стал Чемпионом штата. 2 октября 1960 года Риберто участвовал в матче открытия стадиона Морумби, в котором «Сан-Паулу» обыграл лиссабонский «Спортинг». В 1964 году клуб проводил переговоры по переходу защитника Тененте, который покупался на замену Риберто. После этого футболист принял решение завершить карьеру. Последний матч за клуб Риберто провёл 23 сентября 1964 года против «Эспортивы». Всего за «Сан-Паулу» он провёл 477 матчей (252 победы, 117 ничьих, 108 поражений), по другим данным 478 матчей, по третьим данным 481 матч (254 победы, 118 ничьих, 109 поражений) и забил 19 голов.
Риберто был кандидатом на поездку на чемпионат мира в Швецию, но в окончательную заявку не попал.

## Достижения
- Чемпион штата Сан-Паулу: 1957